# Diduga haematomiformis
Diduga haematomiformis là một loài bướm đêm thuộc phân họ Arctiinae, họ Erebidae.